# Marco Marcola
Marco Marcola parfois Marco Marcuola (né à Vérone le 31 mars 1740 et mort dans la même ville le
14 août 1793) est un peintre italien principalement actif dans sa ville natale .

## Biographie
Marco Marcola a d'abord été apprenti chez son père Giovanni Battista Marcola. Antonio Pachera (en),Bellino Bellini (en) et Domenico Zanconti (en) comptaient parmi ses élèves. Sa sœur Angela Marcola est également peintre,).

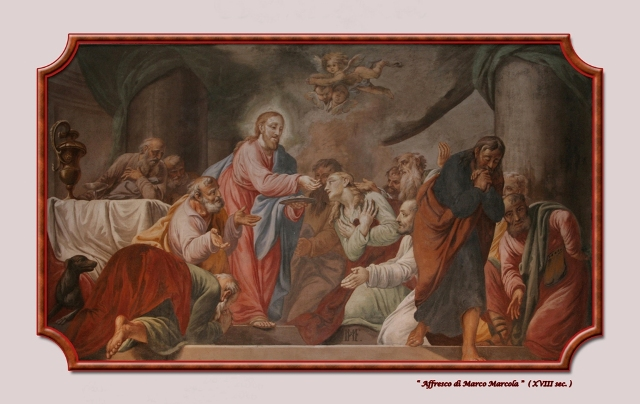
Dernière Cène

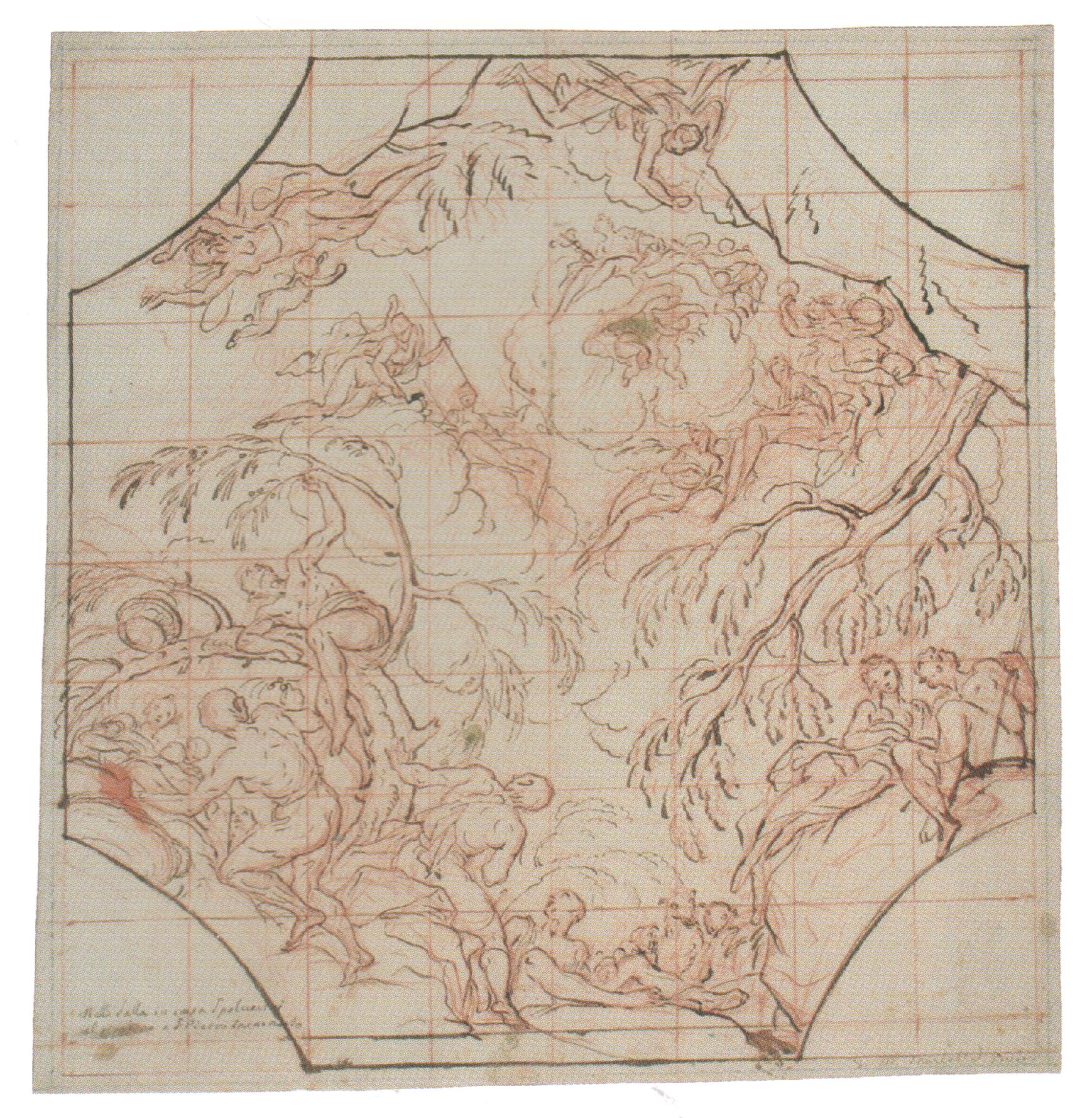
Dessin préparatoire - Allégorie mythologique